# ادریفت
ادریفت (به انگلیسی: ADR1FT یا Adrift) یک بازی ویدئویی اول شخص ماجراجویی است که توسط شرکت Three One Zero ساخته شده و توسط شرکت ۵۰۵ گیمز برای پلی‌استیشن ۴، ایکس‌باکس وان، و ویندوز منتشر شده‌است. این بازی در مارس ۲۰۱۶ در آمریکای شمالی و اروپا انتشار یافت. داستان این بازی دربارهٔ فضانوردی است که خود را در خرابه‌های یک ایستگاه فضائی پیدا می‌کند و هیچ حافظه‌ای از چگونگی وقوع حادثه ندارد. به مرور زمان بازیکن سر نخ‌هایی پیدا می‌کند که او را در حل معمای چگونه به وجود آمدن این حادثه راهنمایی می‌کند. بازیکن همچنین سعی در تعمیر فضاپیما و بازگشت به زمین می‌کند.